# 前1780年代
| 千纪： | 前2千纪 |
| 世纪： | 前19世纪 \| 前18世纪 \| 前17世纪                                                                                     |
| 年代： | 前1810年代 \| 前1800年代 \| 前1790年代 \| 前1780年代 \| 前1770年代 \| 前1760年代 \| 前1750年代                       |
| 年份： | 前1789年 \| 前1788年 \| 前1787年 \| 前1786年 \| 前1785年 \| 前1784年 \| 前1783年 \| 前1782年 \| 前1781年 \| 前1780年 |

## 重要事件及趋势
公元前1780年，最后的猛犸象在弗兰格尔岛灭绝，可能是由于气候变化和狩猎。

## 重要人物
- 伊乌夫尼、阿蒙涅姆赫特六世、塞黑卡拉、塞赫特普拉二世、塞瓦吉卡拉、内杰米布拉，古埃及第十三王朝法老。
- 皮坦纳，赫梯国王。
- 伊什梅-达甘一世，亚述国王
- 汉谟拉比，巴比伦国王。
- 瑞姆辛一世，拉尔萨国王。
- 雅苏玛·阿达德，马里国王。
- 芒，夏朝君主。